# Tour de France 2004/1. Etappe
Die erste Etappe der Tour de France 2004 ging über 202,5 km von Lüttich nach Charleroi. Die Etappe war durch vier Berge der 4. Kategorie und ein Berg der 3. Kategorie gekennzeichnet. Paolo Bettini aus Italien konnte sich vor Janek Tombak das erste Gepunktete Trikot der Tour sichern. Bei den Zwischensprints ging es vor allem um die Zeitbonifikationen zum Erreichen des Maillot Jaune.
Nach 4 Kilometern gab es schon den ersten Ausreißversuch des Franzosen Walter Bénéteau. Drei Kilometer später versuchten Jens Voigt vom Team CSC und der Niederländer Karsten Kroon vom Team Rabobank zu Bénéteau, der zu diesem Zeitpunkt ungefähr zehn Sekunden Vorsprung vor dem Feld hatte, aufzuschließen. Kurz darauf war Bénéteau eingeholt. Durch weitere Außreißversuche vergrößerte sich die Spitzengruppe durch die Franzosen Samuel Dumoulin und Franck Renier zu einem Quintett. Ziel der Ausreißer war der Etappensieg, Jens Voigt spekulierte sogar auf das Gelbe Trikot, das er mit Zeitbonifikationen hätte erreichen können. Jedoch wurde die Spitzengruppe bei Kilometer 110 kurz vor der dritten Sprintwertung vom rasenden Hauptfeld eingeholt.
Zum dritten Zwischensprint hin verschärfte sich das Tempo des Feldes. Daraufhin hatten Mario Cipollini und Bradley McGee Schwierigkeiten und mussten zeitweise vom großen Feld abreißen lassen. Der Norweger Thor Hushovd vom französischen Team Crédit Agricole konnte bei einem direkten Duell im zweiten Zwischensprint dem Gesamtführenden Fabian Cancellara zwei Sekunden abnehmen.
Nach den Zwischensprints konnten sich Marc Wauters und Jakob Piil vom Hauptfeld absetzen und zeitweise einen Vorsprung von 90 Sekunden herausfahren. Kurz vor dem Ziel wurden die beiden jedoch eingeholt und es kam zu einem Massensprint, in dem Jaan Kirsipuu aus Estland den Sieg vor dem Norweger Thor Hushovd holt. Petacci und Zabel waren chancenlos.

## Zwischensprints

### Zwischensprint 1 inModave(114,5 km)
| Erster  | Bernhard Eisel 6 P. und 6 s |
| Zweiter | Jens Voigt, 4 P. und 4 s    |
| Dritter | Janek Tombak, 2 P. und 2 s  |

### Zwischensprint 2 inWanze(132,5 km)
| Erster  | Thor Hushovd 6 P. und 6 s       |
| Zweiter | Fabian Cancellara, 4 P. und 4 s |
| Dritter | Aitor Gonzales, 2 P. und 2 s    |

### Zwischensprint 3 inÉghezée(154,5 km)
| Erster  | Stuart O’Grady 6 P. und 6 s     |
| Zweiter | Fabian Cancellara, 4 P. und 4 s |
| Dritter | Tom Boonen 2 P. und 2 s         |

## Bergpreise

### Bergpreis 1
| Côte de Florzé, Kategorie 4 |                        |
| Erster                      | Jens Voigt, 3 Punkte   |
| Zweiter                     | Janek Tombak, 2 Punkte |
| Dritter                     | Paulo Bettini, 1 Punkt |

### Bergpreis 2
| Côte de Awan, Kategorie 4 |                          |
| Erster                    | Paolo Bettini , 3 Punkte |
| Zweiter                   | Janek Tombak, 2 Punkte   |
| Dritter                   | Franck Renier, 1 Punkt   |

### Bergpreis 3
| Côte de Werbomont, Kategorie 4 |                         |
| Erster                         | Janek Tombak, 3 Punkte  |
| Zweiter                        | Paulo Bettini, 2 Punkte |
| Dritter                        | Franck Renier, 1 Punkt  |

### Bergpreis 4
| Côte de Baulon, Kategorie 3 |                          |
| Erster                      | Paulo Bettini, 4 Punkte  |
| Zweiter                     | Janek Tombak, 3 Punkte   |
| Dritter                     | Wolfgang Eisel, 2 Punkte |
| Vierter                     | Jens Voigt, 1 Punkt      |

### Bergpreis 5
| Côte de Ocquier, Kategorie 4 |                        |
| Erster                       | Jens Voigt, 3 Punkte   |
| Zweiter                      | Janek Tombak, 2 Punkte |
| Dritter                      | Paulo Bettini, 1 Punkt |